# Barbens
Barbens es un municipio de Cataluña, España. Pertenece a la provincia de Lérida, en la comarca de  Plana de Urgel, situado en la parte noreste de ésta, en el límite con la de Urgel y regado por el canal de Urgel. Limita al norte con el municipio de La Fuliola, al este con los municipios de Puigvert de Agramunt, Tornabous, Anglesola y Tárrega, al sureste con el municipio de Bellpuig y al O con el municipio de Ibars de Urgel.

## Geografía humana

### Demografía
Cuenta con una población de 926 habitantes (INE 2024).
| Gráfica de evolución demográfica de Barbens entre 1842 y 2021                                                         |
| |
| Población de derecho según los censos de población del INE. Población de hecho según los censos de población del INE. |

| Nacionalidad | Hombres | Mujeres | Total | %     | Proporción |
| ------------ | ------- | ------- | ----- | ----- | ---------- |
| Española     | 317     | 299     | 616   | 62.9% |            |
| Extranjera   | 225     | 138     | 363   | 37.0% |            |

| 1900 | 1930 | 1950 | 1970 | 1981 | 1986 |
| ---- | ---- | ---- | ---- | ---- | ---- |
| 812  | 1004 | 996  | 812  | 794  | 825  |